# Maniago
Maniago is een gemeente in de Italiaanse provincie Pordenone (regio Friuli-Venezia Giulia) en telt 11 968 inwoners (31-12-2010). De oppervlakte bedraagt 69,1 km², de bevolkingsdichtheid is 173 inwoners per km².
De volgende frazioni maken deel uit van de gemeente: Campagna, Dandolo, Maniagolibero, Fratta.
Maniago is vooral bekend vanwege de productie van staal dat wordt gebruikt om er messen en scharen van te maken, die wereldwijd worden geëxporteerd. Ook komen de meeste ijsbereiders die in Noord-Europa werken, uit deze plaats.

## Demografie
Het aantal inwoners van Maniago steeg in de periode 1991-2010 met 14,1% volgens cijfers uit de tienjaarlijkse volkstellingen van ISTAT.
| Jaar | Inwoneraantal |
| ---- | ------------- |
| 1991 | 10.490        |
| 2001 | 11.708        |
| 2004 | 11.471        |
| 2010 | 11 968        |

## Geografie

ligging van Maniago

De gemeente ligt op ongeveer 283 meter boven zeeniveau.
Maniago grenst aan de volgende gemeenten: Andreis, Arba, Fanna, Frisanco, Montereale Valcellina, San Quirino, Vajont, Vivaro.

## Geboren
- Lorenzo Marcolina (1967), componist, muziekpedagoog, dirigent, arrangeur en klarinettist